# Рысь (хоккейный клуб)
«Рысь» — российский хоккейный клуб из Подольска, выступавший в Высшей лиге. Играл в ледовом дворце спорта «Витязь».

## История
Хоккейный клуб «Рысь» Подольск был основан в 2008 году для замены хоккейного клуба «Витязь», переехавшего в Чехов. В сезоне 2008/09 дебютировал в зоне запад Высшей лиги чемпионата России. По итогам сезона клуб занял 3 место и вышел в плей-офф, где в 1/8 финала уступил московским «Крыльям». Перед началом нового сезона клуб переехал в Можайск. Участие в сезоне 2009/10 долго оставалось под вопросом. Первую тренировку клуб провёл лишь 8 сентября. По окончании сезона команду «Рысь», занявшую последнее место в чемпионате, расформировали из-за финансовых проблем.

## Тренеры клуба
- 2008—2009 — Алексей Касатонов
- 2009—2010 — Александр Ардашев

## Известные игроки
- Борис Миронов
- Андрей Козырев